# نيدفيل
نيدفيل (بالإنجليزية: Needville, Texas)‏ هي مدينة تقع بولاية تكساس في شمال شرق الولايات المتحدة. تبلغ مساحة هذه المدينة 4.4 (كم²)، وترتفع عن سطح البحر 27 م، بلغ عدد سكانها 2609 نسمة في عام 2000 حسب إحصاء مكتب تعداد الولايات المتحدة وتصل الكثافة السكانية فيها 591.7 نسمة/كم2.

## التركيبة السكانية
حدّد مكتب تعداد الولايات المتحدة بيانات التركيبة السكانية لنيدفيل في تعداد الولايات المتحدة. في ما يلي، التركيبة السكانية حسب تعدادي 2000 و2010.

### تعداد عام 2000
بلغ عدد سكان نيدفيل 2,609 نسمة بحسب تعداد عام 2000، وبلغ عدد الأسر 926 أسرة وعدد العائلات 689 عائلة مقيمة في المدينة. في حين سجلت الكثافة السكانية 500.8 نسمة لكل كيلومتر مربع (1,297.1/ميل2). وبلغ عدد الوحدات السكنية 979 وحدة بمتوسط كثافة قدره 187.9 لكل كيلومتر مربع (486.7/ميل2).
وتوزع التركيب العرقي للمدينة بنسبة 74.09% من البيض و13.19% من الأمريكيين الأفارقة و0.27% من الأمريكيين الأصليين و0.11% من الأمريكيين ذوي الأصول الآسيوية و10.23% من الأعراق الأخرى و2.11% من عرقين مختلطين أو أكثر و23.96% من الهسبانيون أو اللاتينيون من أي عرق.
بلغ عدد الأسر 926 أسرة كانت نسبة 44.1% منها لديها أطفال تحت سن الثامنة عشر تعيش معهم، وبلغت نسبة الأزواج القاطنين مع بعضهم البعض 56.7% من أصل المجموع الكلي للأسر، ونسبة 13.5% من الأسر كان لديها معيلات من الإناث دون وجود شريك،  بينما كانت نسبة 4.2% من الأسر لديها معيلون من الذكور دون وجود شريكة وكانت نسبة 25.6% من غير العائلات. تألفت نسبة 22.6% من أصل جميع الأسر من عدة أفراد يعيشون في نفس المنزل ونسبة 11.2% كانت تتألف من شخص يعيش بمفرده يبلغ من العمر 65 عاماً أو أكثر. وبلغ متوسط حجم الأسرة المعيشية 2.75، أما متوسط حجم العائلات فبلغ 3.25.
بلغ العمر الوسطي للسكان 33.8 عاماً. وكانت نسبة 29.5% من القاطنين تحت سن الثامنة عشر، وكانت نسبة 8.6% بين الثامنة عشر والرابعة والعشرين عاماً، ونسبة 28.9% كانت واقعةً في الفئة العمرية ما بين الخامسة والعشرين والرابعة والأربعين عاماً، ونسبة 19.3% كانت ما بين الخامسة والأربعين والرابعة والستين، ونسبة 11.3% كانت ضمن فئة الخامسة والستين عاماً فما فوق. يوجد لكل 100 أنثى 87.1 ذكر، ويوجد لكل 100 أنثى في الثامنة عشر من عمرها فما فوق 87.0 ذكر.
بلغ متوسط دخل الأسرة في المدينة 41,202 دولارًا، أما متوسط دخل العائلة فبلغ 48,824 دولارًا. وكان متوسط دخل الذكور 35,200 دولارًا مقابل 26,389 دولارًا للإناث. وسجل دخل الفرد الخاص بالمدينة 17,802 دولارًا. وكانت نسبة 8.9% من العائلات ونسبة 11.5% من السكان تحت خط الفقر، وكان من هؤلاء نسبة 17% تحت سن الثامنة عشر ونسبة 18.8% في الخامسة والستين من العمر وما فوق.

### تعداد عام 2010
بلغ عدد سكان نيدفيل 2,823 نسمة بحسب تعداد عام 2010، وبلغ عدد الأسر 1,027 أسرة وعدد العائلات 755 عائلة مقيمة في المدينة. في حين سجلت الكثافة السكانية 541.8 نسمة لكل كيلومتر مربع (1,403.3/ميل2). وبلغ عدد الوحدات السكنية 1,098 وحدة بمتوسط كثافة قدره 210.7 لكل كيلومتر مربع (545.7/ميل2).
وتوزع التركيب العرقي للمدينة بنسبة 74.88% من البيض و10.45% من الأمريكيين الأفارقة و0.43% من الأمريكيين الأصليين و0.53% من الأمريكيين ذوي الأصول الآسيوية و11.30% من الأعراق الأخرى و2.41% من عرقين مختلطين أو أكثر و24.65% من الهسبانيون أو اللاتينيون من أي عرق.
بلغ عدد الأسر 1,027 أسرة كانت نسبة 41.3% منها لديها أطفال تحت سن الثامنة عشر تعيش معهم، وبلغت نسبة الأزواج القاطنين مع بعضهم البعض 52.8% من أصل المجموع الكلي للأسر، ونسبة 15.6% من الأسر كان لديها معيلات من الإناث دون وجود شريك،  بينما كانت نسبة 5.2% من الأسر لديها معيلون من الذكور دون وجود شريكة وكانت نسبة 26.5% من غير العائلات. تألفت نسبة 23.6% من أصل جميع الأسر من عدة أفراد يعيشون في نفس المنزل ونسبة 9% كانت تتألف من شخص يعيش بمفرده يبلغ من العمر 65 عاماً أو أكثر. وبلغ متوسط حجم الأسرة المعيشية 2.69، أما متوسط حجم العائلات فبلغ 3.19.
بلغ العمر الوسطي للسكان 35.4 عاماً. وكانت نسبة 27.8% من القاطنين تحت سن الثامنة عشر، وكانت نسبة 7.8% بين الثامنة عشر والرابعة والعشرين عاماً، ونسبة 27% كانت واقعةً في الفئة العمرية ما بين الخامسة والعشرين والرابعة والأربعين عاماً، ونسبة 24.7% كانت ما بين الخامسة والأربعين والرابعة والستين، ونسبة 12.7% كانت ضمن فئة الخامسة والستين عاماً فما فوق. وتوزع التركيب الجنسي للسكان بنسبة 47.7% ذكور و52.3% إناث.

## وصلات خارجية
- The US50 - Cities and Towns in Texas State